# Жан-Мішель Баскія
Жан-Мішель Баскія (англ. Jean-Michel Basquiat, 22 грудня 1960, Нью-Йорк, США — 12 серпня 1988, Нью-Йорк, США) — американський художник. Уславився спочатку як графіті-художник у Нью-Йорку, а потім, в 1980-х, як дуже успішний неоекспресіоніст.

## Біографія
Баскія народився в Нью-Йорку — в Брукліні. Його мати, Матильда, була з Пуерто-Рико, а батько, Джерард, мав гаїтянське коріння. Завдяки цьому Мішель з дитинства вільно розмовляв французькою, іспанською та англійською мовами, читав книги, такі як поезія символістів, міфи й історію. Уже в ранньому віці він виявляв здібності до мистецтва, і його мати це заохочувала.
У 1977 році, у віці 17 років, Баскія і його друг Al Diaz почали малювати графіті на стінах будинків на Мангеттені, підписувалися «SAMO» або «SAMO shit». Малюнки складалися зі змістовних фраз, зміст яких важко перекласти українською, наприклад, «Plush safe he think. SAMO» («Він думає, що плюш оберігає (його). SAMO») або «SAMO as an escape clause» («SAMO як застереження»). В грудні 1978 р. у Вілладж Войс була опублікована стаття про ці написи. Проєкт закінчився епітафією «SAMO IS DEAD» («SAMO мертвий»).
У 1978 році Баскія залишає рідний дім, живе з друзями, заробляє на життя продажем футболок і листівок на вулиці. Також у кінці сімдесятих Баскія з друзями організовує групу Gray, яка грає в різних клубах Мангеттена.
У червні 1980 року Баскія бере участь у The Times Square Show, колективній виставці художників. У 1981-му поет і арткритик Рене Рікар надрукував статтю The Radiant Child у журналі «Артфорум», яка посприяла міжнародній кар'єрі Баскії.
Протягом декількох наступних років Баскія продовжує виставляти свої роботи в Нью-Йорку. З 1982-го Баскія регулярно виставляється із Джуліаном Шнабелем, Девідом Салле, Франческо Клементе і Енцо Куччі — групою художників, яку арткритики, куратори і колекціонери незабаром назвуть неоекспресіоністами. У 1982-му Баскія зустрів Енді Воргола, співробітництво з яким у майбутньому дало певні плоди.
За роки життя серед вуличних художників Нью-Йорка Баскія вживав героїн і згодом почав збільшувати дози. З 1984 року багато з друзів Баскії починають помічати його дедалі дивнішу поведінку, яка була наслідком вживання наркотиків. У 1985 році Баскія з'явився на обкладинці The New York Times Magazine.
Жан-Мішель Баскія помер від отруєння наркотиками (він змішав кокаїн із героїном) у своїй студії в 1988 році. Похований на Грін-Вудському цвинтарі.

## Особисте життя
Баскія мав романтичні стосунки з багатьма жінками, зокрема зі співачкою Мадонною. Хоча він ніколи публічно не ідентифікував себе як бісексуал, деякі з його друзів заявили, що він мав сексуальні стосунки з чоловіками. Колишня дівчина Баскія, Сюзанна Маллук, описала його сексуальний інтерес як «не монохроматичний. Він не спирався на візуальну стимуляцію, таку як гарна дівчина. Це була дуже насичена багатобарвна сексуальність. Його приваблювали люди з усіх причин. Це могли бути хлопці, дівчата, худі, товсті, гарні, потворні… Його більше за все приваблював інтелект і біль».

## Творчі періоди
Творчість Баскії можна умовно розділити на три періоди. У ранній період, з 1980 до 1982-го, він часто зображає скелети і маскоподібні лиця, в чому виражається його незвична цікавість до смерті. Інші найчастіше вживані образи: автомобілі, будівлі, поліція, ігри дітей на тротуарі і графіті, які були віддзеркаленням його досвіду малювання на вулицях міста. Середній період, з кінця 1982 до 1985 року, відзначається цікавістю Баскії до його гаїтянського коріння. Останній період, з 1986 до смерті в 1988-му, позначений новою манерою і новими образами.

## Енді Воргол
У 1982 році Баскія познайомився з Енді Ворголом і вони разом створили чимало спільних робіт. Вони працювали разом, впливали на творчість один одного. Їхні відносини продовжувалися до смерті Воргола 1987 року.

## Фільми
- У 1996 році вийшов фільм «Баскія», режисера Джуліана Шнабеля, в якому роль художника виконав Джеффрі Райт, також у фільмі знімалися Ґері Олдмен, Бенісіо дель Торо, Денніс Гоппер, Віллем Дефо, Крістофер Вокен, Клер Форлані, Майкл Вінкотт, Кортні Лав і Девід Бові в ролі Енді Воргола.

## Ціни на роботи
До 2002 року найвищою ціною, яку заплатили за роботу Баскії, було 3 302 500 доларів. 14 травня 2002 року «Profit I» Баскія була виставлена на аукціоні і продана за 5 509 500 доларів. У травні 2007 року робота Баскії 1981 року була продана на аукціоні за 14,6 мільйона доларів.